# Ghanská akademie umění a věd
Ghanská akademie umění a věd (anglicky Ghana Academy of Arts and Sciences, GAAS) je naučná společnost pro umění a vědu se sídlem v hlavním městě Ghany, Akkře. Založena byla v listopadu 1959 předsedou vlády Kwame Nkrumahem s cílem podporovat rozvoj a šíření znalostí ve všech oborech přírodovědných i humanitních věd.

## Historie
Původně byla akademie založena pod názvem Ghanská akademie učenosti. Formálně byla otevřena 27. listopadu 1959 princem Philipem, vévodou z Edinburghu ve Velkém sále Univerzitní koleje Ghany. Princ Philip se také stal prvním prezidentem akademie. V roce 1963 byla sloučena s Národní radou pro výzkum a stala se Akademií umění a věd. V roce 1968 byla opět rozdělena na Ghanskou akademii umění a věd, která je čistě učenou společností, a na Radu pro vědecký a průmyslový výzkum, který provádí aplikovaný výzkum související s národními potřebami.

## Účel instituce
Posláním Ghanské akademie umění a věd je podporovat tvorbu, získávání, šíření a využívání znalostí pro národní rozvoj prostřednictvím podpory učení.

## Prezidenti
Seznam prezidentů Ghanské akademie věd:
- Princ Philip, vévoda z Edinburghu (1959–1961)
- Kwame Nkrumah (1961–1966)
- Nii Amaa Ollennu (1969–1972)
- Ernest Amano Boateng (1973–1976)
- Charles Odamtten Easmon (1977–1980)
- Frank Gibbs Torto (1981–1982)
- Kwesi Dickson (1983–1986)
- Emmanuel Evans-Anfom (1987–1990)
- Christian Baëta (1991–1992)
- Daniel Adzei Bekoe (1993–1996)
- Joseph Hanson Kwabena Nketia (1997–1998)
- Frederick Torgbor Sai (1999–2002)
- Samuel Kwadwo Boaten Asante (2003–2006)
- Letitia Obengová (2007–2008)
- Reginald Fraser Amonoo (2011–2014)[5]
- Francis Allotey (2011–2014)
- Akilagpa Sawyerr (2015–2016)
- Aba Andamová (2016–2019)
- Joy Henrietta Mensaová-Bonsuová (2019–2022)
- Samuel Sefa-Dedeh (od 2022)